# Kysuce
Kysuce è una regione geografica nella Slovacchia nord occidentale, amministrativamente divisa nei distretti di Čadca e Kysucké Nové Mesto. In passato era parte del comitato di Trencsén.

## Geografia

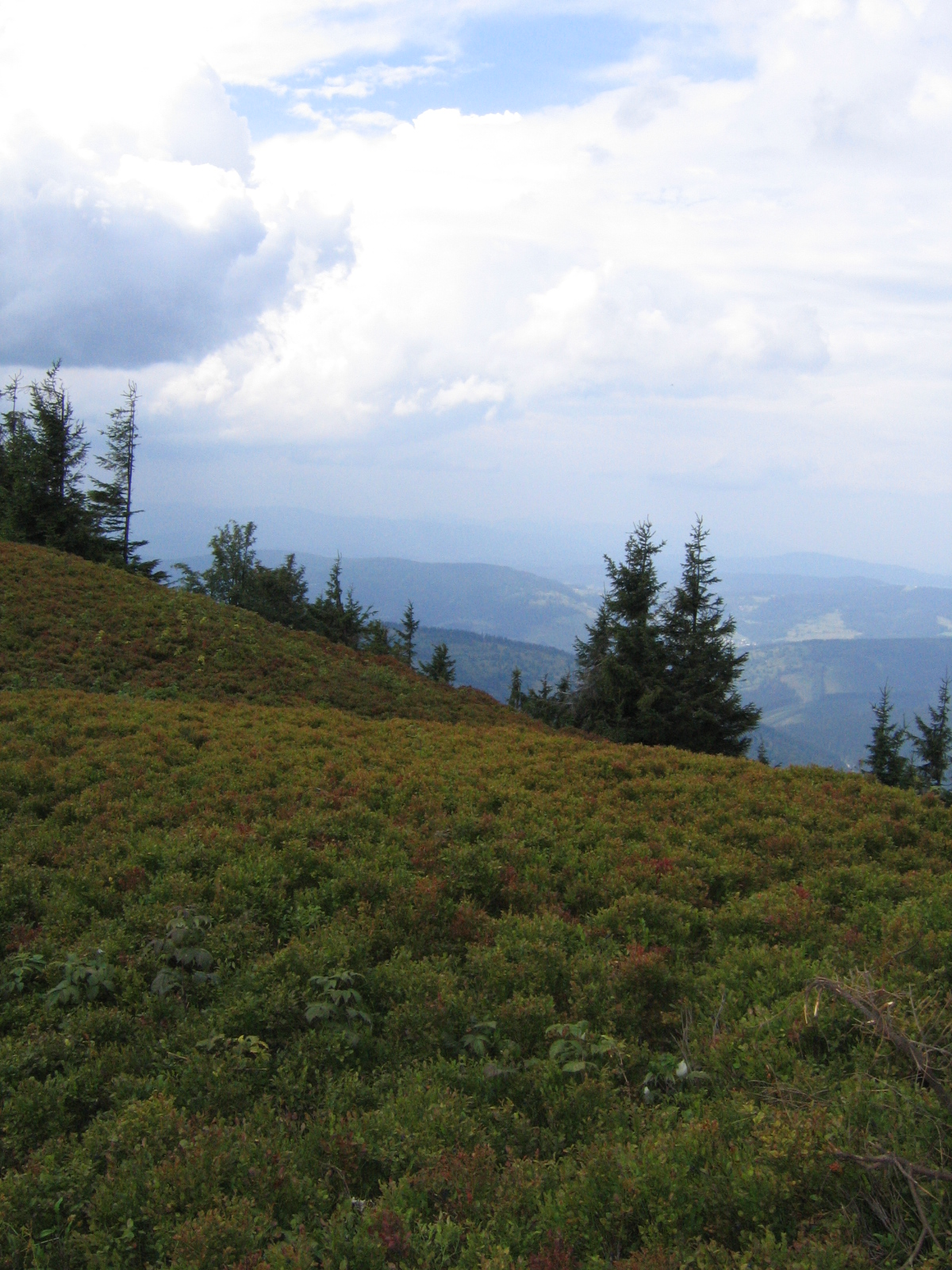
La regione nei pressi del monte Veľká Rača

Il territorio confina con la regione di Orava ad est e la Repubblica Ceca a ovest ed è circondato da numerose catene montuose, come quella del Javorníky a ovest e i Monti Beschidi a nord; il maggior rilievo è il Veľká Rača (1236 m). All'interno della zona scorre il fiume Kysuca, dal quale deriva anche il toponimo.

## Clima
La regione di Kysuce è soggetta a lunghi inverni con abbondanti nevicate e clima freddo e piovoso in generale, il che obbliga i locali a riscaldare le case da settembre/ottobre fino a maggio; tali condizioni climatiche rendono difficile l'accesso a molti villaggi e cottage durante i mesi freddi.

## Insediamenti
L'insediamento più antico della zona è Kysucké Nové Mesto, menzionato per la prima volta nel 1321 come stazione di pedaggio, in quanto parte di una via commerciale che si estendeva tra Žilina e Český Těšín tramite il passo di Jablunkov; il resto della regione restava comunque relativamente poco abitato.
La zona cominciò a popolarsi nel XVI e XVII secolo, i nuovi abitanti erano principalmente slovacchi ma c'erano anche russi, polacchi, rumeni, cechi e tedeschi. È risalente a questo periodo la fondazione di molte città, per esempio Čadca nel 1572.
Le città principali sono Kysucké Nové Mesto, Čadca e Turzovka; al di fuori delle città molta gente vive nei villaggi o in case isolate nelle montagne (chiamate kopanice).

## Cultura

### Letteratura
Lo scrittore Peter Jilemnický (1901-1949) descrisse nelle sue opere le bellezze naturali di Kysuce.

## Economia

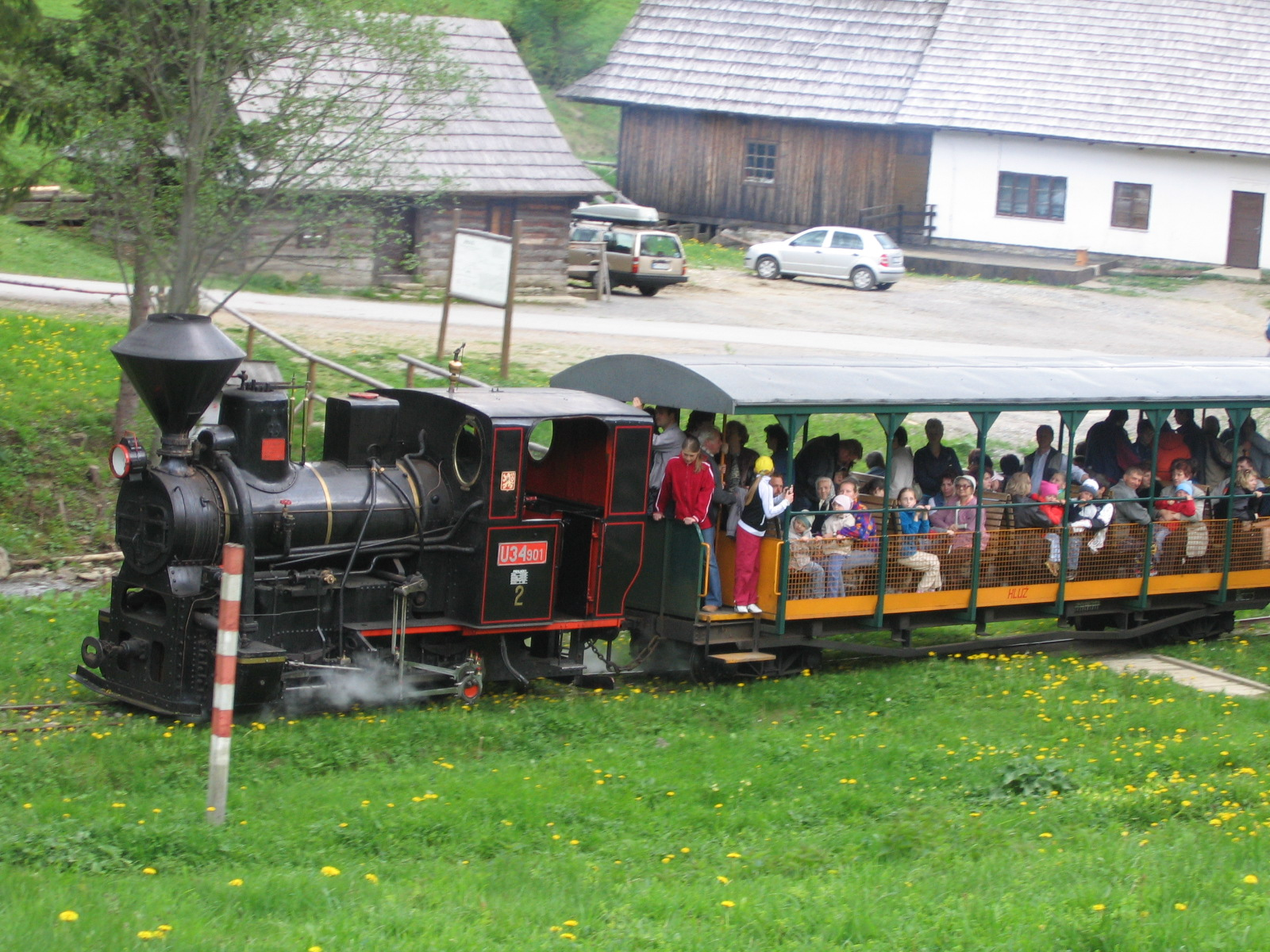
Locomotiva a vapore usata come attrazione turistica per un breve tratto a Nová Bystrica

Tradizionalmente, Kysuce è considerata una delle regioni più povere della Slovacchia, data la scarsa presenza di industrie; negli anni 90 molte fabbriche vennero chiuse o ridimensionate. Di conseguenza gli abitanti sono costretti a fare i pendolari, ad esempio verso le miniere di carbone nella confinante Repubblica Ceca.
Comunque, l'economia regionale si sta riprendendo grazie al turismo, in particolare a Veľká Rača-Oščadnica c'è uno dei più sviluppati villaggi turistici dedicati allo sci del paese. Altre attrazioni turistiche si trovano a Nová Bystrica, compresa una sezione di ferrovia a vapore operante per i turisti e un museo a cielo aperto.

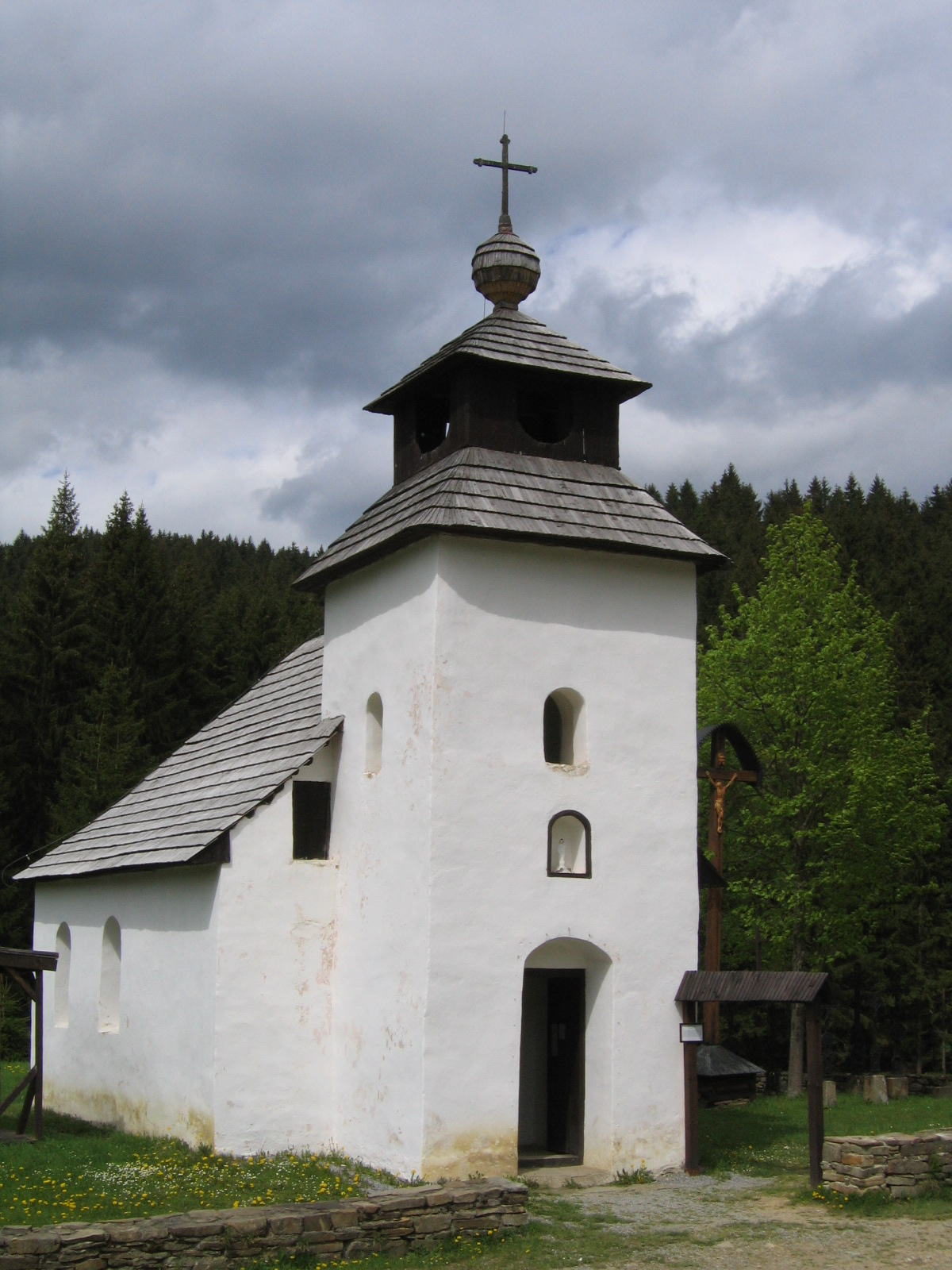
Cappella proveniente dal villaggio di Zborov nad Bystricou, ora situata in un museo a cielo aperto

## Trasporti
La regione è attraversata dal percorso principale tra Žilina, Ostrava e la Polonia del quale sono presenti tracciati stradali e ferroviari.